# 锈喉鹩鹛
锈喉鹩鹛（学名：Spelaeornis badeigularis），是雀形目鹛科的一种鸟类。

## 特征
锈喉鹩鹛体重约6克，翼长约46.5毫米，嘴峰长约10.5毫米，喙宽度约2.3毫米，喙厚度约3.1毫米，跗蹠长约19.2毫米，尾长约30毫米。锈喉鹩鹛在其分布区内为留鸟，其栖息在密集的高大树木组成的森林中，食性为肉食性，主要食物来源是陆生无脊椎动物。

## 分布
西藏东南部林芝市。